# Artjom Alexejewitsch Anissimow
Artjom Alexejewitsch Anissimow  (russisch Артём Алексеевич Анисимов, englisch Artem Alexeyevich Anisimov; * 24. Mai 1988 in Jaroslawl, Russische SFSR, Sowjetunion) ist ein ehemaliger russischer Eishockeyspieler, der im Verlauf seiner aktiven Karriere zwischen 2004 und 2024 unter anderem 814 Spiele für die New York Rangers, Columbus Blue Jackets, Chicago Blackhawks und Ottawa Senators in der National Hockey League (NHL) auf der Position des Centers bestritten hat. Mit der russischen Nationalmannschaft gewann er bei der Weltmeisterschaft 2014 die Goldmedaille.

## Karriere
Artjom Anissimow begann seine Karriere in seiner Heimatstadt bei Lokomotive Jaroslawl. Dort spielte er zunächst in der zweiten Mannschaft. Ab der Saison 2006/07 gehörte er dann zum Stamm der ersten Mannschaft von Jaroslawl. Nachdem er im NHL Entry Draft 2006 in der zweiten Runde an 54. Stelle von den New York Rangers ausgewählt worden war, spielte er noch eine Saison in seiner Heimat, bevor er zur Saison 2007/08 den Schritt in Richtung Nordamerika wagte und bei den Hartford Wolf Pack in der American Hockey League Stammspieler wurde. In der Saison 2008/09 wurde der Stürmer mit 81 Punkten zum Topscorer in Hartford. Im Laufe der Spielzeit wurde Anissimow zweimal von den New York Rangers in den NHL-Kader berufen.
Am 23. Juli 2012 wurde er zusammen mit Brandon Dubinsky und Tim Erixon sowie ein Erstrunden-Wahlrecht für den NHL Entry Draft 2013 zu den Columbus Blue Jackets transferiert. Die New York Rangers erhielten im Gegenzug Rick Nash, Steven Delisle sowie ein Drittrunden-Draftpick. Aufgrund des NHL-Lockouts spielte Anissimow zwischen September und Dezember 2012 für seinen Heimatverein Lokomotive Jaroslawl in der Kontinentalen Hockey-Liga (KHL).
Im Juni 2015 wurde er samt Corey Tropp, Marko Daňo, Jeremy Morin und einem Viertrunden-Wahlrecht für den NHL Entry Draft 2016 zu den Chicago Blackhawks transferiert. Die Blue Jackets erhielten im Gegenzug Brandon Saad, Alex Broadhurst und Michael Paliotta. Anissimow verbrachte in der Folge des Wechsels insgesamt vier Spielzeiten bis zum Juli 2019 in Chicago, ehe er erneut Teil eines Transfers wurde. Im Austausch für Zack Smith wechselte er schließlich in die kanadische Hauptstadt zu den Ottawa Senators. Nach zwei Jahren in Ottawa wurde sein auslaufender Vertrag dort im Juli 2021 nicht verlängert und Anissimow kehrte im Oktober desselben Jahres zu seinem Stammverein nach Jaroslawl zurück. Der Russe verbrachte dort eine Saison, wagte im Spätsommer 2022 aber erneut den Sprung nach Nordamerika, als er sich über einen Probevertrag den Philadelphia Flyers aus der NHL anschloss. Anissimow verletzte sich jedoch im Rahmen des Engagements und erhielt somit zunächst keinen festen Vertrag. Nach seiner Genesung wurde er im November von Philadelphias AHL-Kooperationspartner Lehigh Valley Phantoms ebenfalls mittels Probevertrag weiterbeschäftigt, ehe der Vertrag einen Monat später in ein vollwertiges Arbeitspapier bis zum Saisonende umgewandelt wurde. Ab dem Sommer war der Russe abermals auf der Suche nach einem neuen Arbeitgeber in Nordamerika. Erst im Januar 2024 wurde er vom Hartford Wolf Pack zunächst mit einem Vertrag bis zum Ende der Spielzeit 2023/24 ausgestattet. Nach 18 Einsätzen erfolgte bereits im folgenden Monat die Trennung zwischen Spieler und Klub. Anissimow trat danach nicht mehr im professionellen Eishockey in Erscheinung.

### International
Anissimow vertrat sein Heimatland Russland zwischen 2006 und 2008 bei insgesamt drei Junioren-Weltmeisterschaften. Dabei gewann er eine Silber- und eine Bronzemedaille. Des Weiteren spielte er im Rahmen der Super Series 2007. Im Seniorenbereich gewann er 2010 und 2015 die Silber- sowie 2014 die Goldmedaille und 2019 die Bronzemedaille der Weltmeisterschaft.

## Erfolge und Auszeichnungen
- 2009 Teilnahme am AHL All-Star Classic
- 2012 KHL-Stürmer des Monats November

### International
| - 2007 Silbermedaille bei der U20-Junioren-Weltmeisterschaft - 2008 Bronzemedaille bei der U20-Junioren-Weltmeisterschaft - 2010 Silbermedaille bei der Weltmeisterschaft | - 2014 Goldmedaille bei der Weltmeisterschaft - 2015 Silbermedaille bei der Weltmeisterschaft - 2019 Bronzemedaille bei der Weltmeisterschaft |

## Karrierestatistik

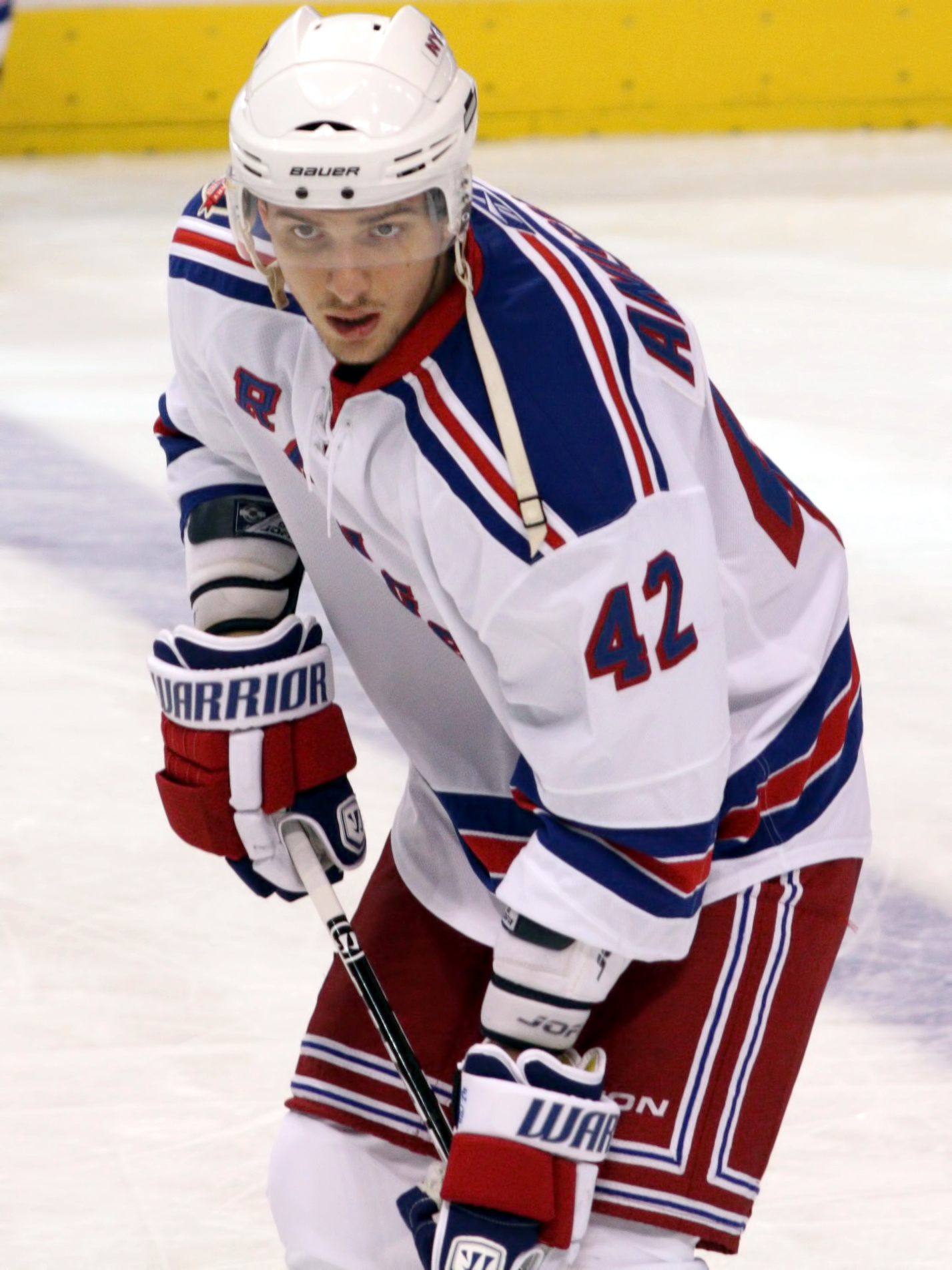
Anissimow im Trikot der New York Rangers (2011)

### International
Vertrat Russland bei:
| - U18-Junioren-Weltmeisterschaft 2006 - U20-Junioren-Weltmeisterschaft 2007 - Super Series 2007 - U20-Junioren-Weltmeisterschaft 2008 - Weltmeisterschaft 2010 - Weltmeisterschaft 2013 | - Olympischen Winterspielen 2014 - Weltmeisterschaft 2014 - Weltmeisterschaft 2015 - World Cup of Hockey 2016 - Weltmeisterschaft 2018 - Weltmeisterschaft 2019 |

(Legende zur Spielerstatistik: Sp oder GP = absolvierte Spiele; T oder G = erzielte Tore; V oder A = erzielte Assists; Pkt oder Pts = erzielte Scorerpunkte; SM oder PIM = erhaltene Strafminuten; +/− = Plus/Minus-Bilanz; PP = erzielte Überzahltore; SH = erzielte Unterzahltore; GW = erzielte Siegtore; 1 Play-downs/Relegation; Kursiv: Statistik nicht vollständig)